# Golubić (Bihać)
Golubić je mjesna zajednica u blizini Bihaća. Naselje se nalazi na desnoj obali rijeke Une i broji 1108 stanovnika prema Popisu iz 2013 i 228 domaćinstva.

## Povijest
Stanovništvo Golubića prije početka rata u BiH većinom je radilo u bihaćkim tvornicama: Kombiteks, Bira, Politelenka. Ostali su se bavili poljoprivredom.
Sredinom lipnja 1992. godine Bosanski Srbi napadaju Golubić. Vojska Republike Srpske je zajedno s Jugoslavenskom narodnom armijom 16. lipnja 1992. izvršila napad na Golubić, te protjerala većinu bošnjačkog i hrvatskog stanovništva. Ostali su malobrojni mještani srpske nacionalnosti. Veliki broj mještana toga je dana pokušao spriječiti okupaciju, ubijanja, protjerivanja njihovih mještana no većina je ubijena. Oni koji su ubijeni toga dana bacani su u razne masovne grobnice zajedno s drugim ubijenim Bošnjacima iz susjednih naselja. Najpoznatije su jama Tihotina i grobnica u Ripču.
Nakon završetka rata u Bosni i Hercegovini, Golubić je bio razoren. Na nekoliko mjesta nalazila se prva linija fronta. Cijelo naselje bilo je razrušeno i devastirano, uključujući i džamiju i katoličku crkvu. Vlada Švicarske i druge humanitarne organizacije pomogle su u obnovi škole, asfaltiranju cesta, te u izgradnji kompletnog naselja u kojem su smještene izbjeglice prognane s dijela Bosanske Krajine koji je nakon Daytonskog mirovnog sporazuma ostao pod kontrolom Srba. Godine 2016. Švicarski Caritas je kao znak zahvalnosti dobio svoju ulicu u Golubiću. U Golubiću je u tijeku izgradnja gradskog kupališta "Otoka".

## Aerodrom Golubić
Godine 2016. dolazi do početka rada JP Aerodrom Bihać. Do sada je izgrađena probna pista i pristupna cesta. Aerodrom bi trebao biti završen do 2023. godine

## Sport
NK Napredak Golubić 